# Likit ruk
Likit ruk (in thailandese ลิขิตรักด, Likhit Rak; conosciuta comunemente come The Crown Princess) è una serie televisiva thailandese trasmessa su Channel 3 nel 2018. Prodotta da Ann Thongprasom, ha come protagonisti gli attori Urassaya Sperbund e Nadech Kugimiya.

## Trama
Poiché la sua vita è stata messa in pericolo dopo la sua incoronazione, la principessa ereditaria Alice del paese Hrysos è stata segretamente inviata in Thailandia, dove Dawin Samuthyakorn, un tenente comandante della Marina thailandese e Navy SEAL, diventa la sua guardia del corpo.

## Personaggi
- Alice Madeleine Thereza Phillipe / Naree Singjun-Samuthyakorn, interpretata da Urassaya Sperbund
- Dawin Samuthyakorn, interpretato da Nadech Kugimiya
- Catherine "Kate" William Ann Phillipe, interpretata da Sara Legge
- Alan Aaron Mark Andre Phillipe, interpretato da Intad Leowrakwong

## Distribuzioni internazionali
| Paese     | Canale/i    | Prima TV                | Titolo adottato           |
| --------- | ----------- | ----------------------- | ------------------------- |
| Filippine | GMA Network | 8 aprile-23 maggio 2019 | The Crown Princess        |
| Vietnam   | HTV2        | 21 settembre 2019       | Yêu anh là điều không thể |